# Dichostatoides nigroguttatus
Dichostatoides nigroguttatus là một loài bọ cánh cứng trong họ Cerambycidae.